# Clubiona analis
Clubiona analis este o specie de păianjeni din genul Clubiona, familia Clubionidae, descrisă de Thorell, 1895. Conform Catalogue of Life specia Clubiona analis nu are subspecii cunoscute.